# Desaparición de Silvia Quintela
Silvia Mónica Quintela (1948— 1977) fue una médica argentina, que se convirtió en una más de las víctimas conocidas como  "desaparecidos" durante la dictadura-militar de 1976 a 1983, en Argentina. Su caso obtuvo gran visibilización, por el hecho de que en el momento de su detención por la junta militar, ella y su esposo Abel Pedro Madariaga, ingeniero agrónomo, estaban esperando su primer hijo.  Silvia dio a luz durante su secuestro, y el bebé fue apropiado ilegalmente, mientras que posteriormente ella fue asesinada. En 2010 su hijo Francisco Madariaga Quintela se convirtió en el nieto recuperado número 101.

## Vida y "desaparición"
Silvia Quintela y Abel Madariaga se conocieron como estudiantes en la Facultad de Medicina de la Universidad de Buenos Aires. Eran militantes de la Juventud Peronista y de Montoneros, ambos seguidores del Tte. Gral. Juan Perón quien, luego de dos décadas después de su primera presidencia, había retornado y se convirtió, una vez más, en Presidente de la Nación Argentina.  Luego del deceso de Perón, en julio de 1974, su mujer Isabel lo sucedió en la presidencia, sólo para ser derrocada por los militares argentinos en el golpe de Estado de 1976.
Silvia Quintela pasó un breve periodo de años, desempeñándose como médica atendiendo a los indigentes de Buenos Aires. Debido a esos servicios, fue una de las primeras de los señaladas como simpatizantes de la izquierda. Tenía 28 años de edad y cuatro meses de embarazo cuando, el 17 de enero de 1977 (48 años), fue detenida mientras caminaba por una calle. Los mismos hombres que se apoderaronde ella, más tarde irrumpieron en la casa de su madre, buscando entre sus pertenencias, y le dijeron a su madre que Quintela había sido arrestada. Con la ayuda de la madre de Quintela, Abel Madariaga trató de encontrarla, pero pronto tuvo que huir del país, en última instancia, para convertirse en un refugiado político, en Suecia.
Según testigos, Silvia Quintela fue mantenida en una base militar donde finalmente dio a luz a un bebé varón. El recién nacido fue llevado lejos de ella, siendo transportada ella, según informes, a un campo de aviación militar. Su destino final, sigue siendo desconocido, pero los detenidos enviados allí a menudo desnudos, con sus ojos vendados, encadenados juntos, eran sedados y puestos a bordo de aviones militares de carga, conocidos como "vuelos de la muerte". Esos aviones volaban sobre el Mar Argentino, en la noche, y los grupos de prisioneros eran expulsados a su muerte.

## Transición argentina a la democracia
En 1983, después de que la Junta cedió el control del gobierno, Abel Madariaga regresó a la Argentina y trató de averiguar qué había pasado con Silvia y su hijo. Con el tiempo se convertiría en secretario de Abuelas de Plaza de Mayo.  Empezó a sospechar que el mayor Norberto Atilio Bianco, un médico militar vinculado por testigos a detenidas embarazadas, de hecho había tomado al hijo como de sí mismo. Los bebés nacidos en la base, se daban en adopción, y entregados a familias de los oficiales, y Bianco tuvo un hijo adoptivo, Pablo, cuya edad encajaba en los tiempos de Quintela. Además, el cumpleaños de Pablo, 1 de septiembre de 1977 (47 años), coincidía con la fecha informada del parto de Silvia Quintela.
En 1986, las Abuelas de Plaza de Mayo fueron a la escuela de Pablo Bianco, a fin de solicitar una prueba de ADN para saber de la paternidad. Sin embargo, Bianco inmediatamente escapó al Paraguay. Bianco y su esposa Susana Wehrli fueron, sin embargo extradictados a la Argentina en 1998, mientras su hijo seguía viviendo en Paraguay, y se negaba a reconocer a cualquier otra persona como los padres biológicos Madariaga se esforzó para resolver la paternidad de Pablo a través de las pruebas de ADN, pero Pablo, a partir de 1998, se negó sistemáticamente a cooperar.
El magistrado Roberto Marquevich había acusado al exdictador Jorge Videla por cargos de secuestro sobre este y otros casos de "niños apropiados" Videla fue transferido a la Cárcel de Caseros, donde Bianco mismo también estaba detenido acusado de secuestro y falsificación de documento público (su esposa también estaba en el Penal de Ezeiza). En 1999, Bianco fue liberado, readmitido como médico y se integró a la clínica privada Buen Ayre.
Además de Silvia Quintela, Pablo también podría ser el hijo de Beatriz Recchia, una amiga de Silvia Quintana, quien fue detenida en el mismo período, también con cuatro meses de embarazo. Como las pruebas de ADN no se han hecho, el caso no se ha aclarado todavía.
De acuerdo a Abuelas de Plaza de Mayo el 6 de mayo de 2008, Atilio Norberto Bianco fue detenido. Había sido denunciado por dicha Asociación en diciembre de 2006, como el jefe de la unidad de maternidad clandestina que funcionaba en el Hospital Militar de Campo de Mayo durante la última dictadura militar en Argentina.
Bianco fue convocado para ser interrogado prevista para el 1 de abril de 2008 por el juez Suares Martner Alberto Araujo, propietario del Juzgado Federal N º 2 de San Martín, en el partido homónimo.

## Recuperación de la identidad del hijo
En febrero de 2010, un joven de 32 años fue reconocido, por la prueba de ADN, como el hijo de Silvia, pasando a ser el nieto 101.º recuperado por Abuelas de Plaza de Mayo. El joven Francisco Madariaga Quintela fue apropiado y criado por Víctor Alejandro Gallo, un Oficial del Ejército Argentino que tenía registros anteriores de crímenes contra la humanidad
Francisco fue anotado con el nombre de 'Alejandro Ramiro' como hijo del propio Gallo, un hombre muy violento que le hizo pasar una infancia desagradable. Ni la mujer del militar, Inés Susana Colombo, ni los dos hermanos le dijeron que no era hijo biológico, pero con los años fue acumulando dudas. Finalmente, cuando ya estaba muy avanzado en su búsqueda, Colombo le confesó que, como él sospechaba, podía ser hijo de desaparecidos. Le dijo que “lo habían traído de Campo Mayo”, en julio del ’77, y que Gallo “le había dicho que se trataba de un niño abandonado”.